# 科梅什尼亞
50°11′0″N 33°41′12″E / 50.18333°N 33.68667°E
科梅什尼亞（烏克蘭語：Комишня），是烏克蘭中部波爾塔瓦州米爾霍羅德區科梅什尼亚市镇内的市級鎮及其行政中心。分別距離米爾哥羅德28公里和波爾塔瓦130公里，始建於16世紀，海拔高度139米，2013年人口2,331。